# 下総中山駅

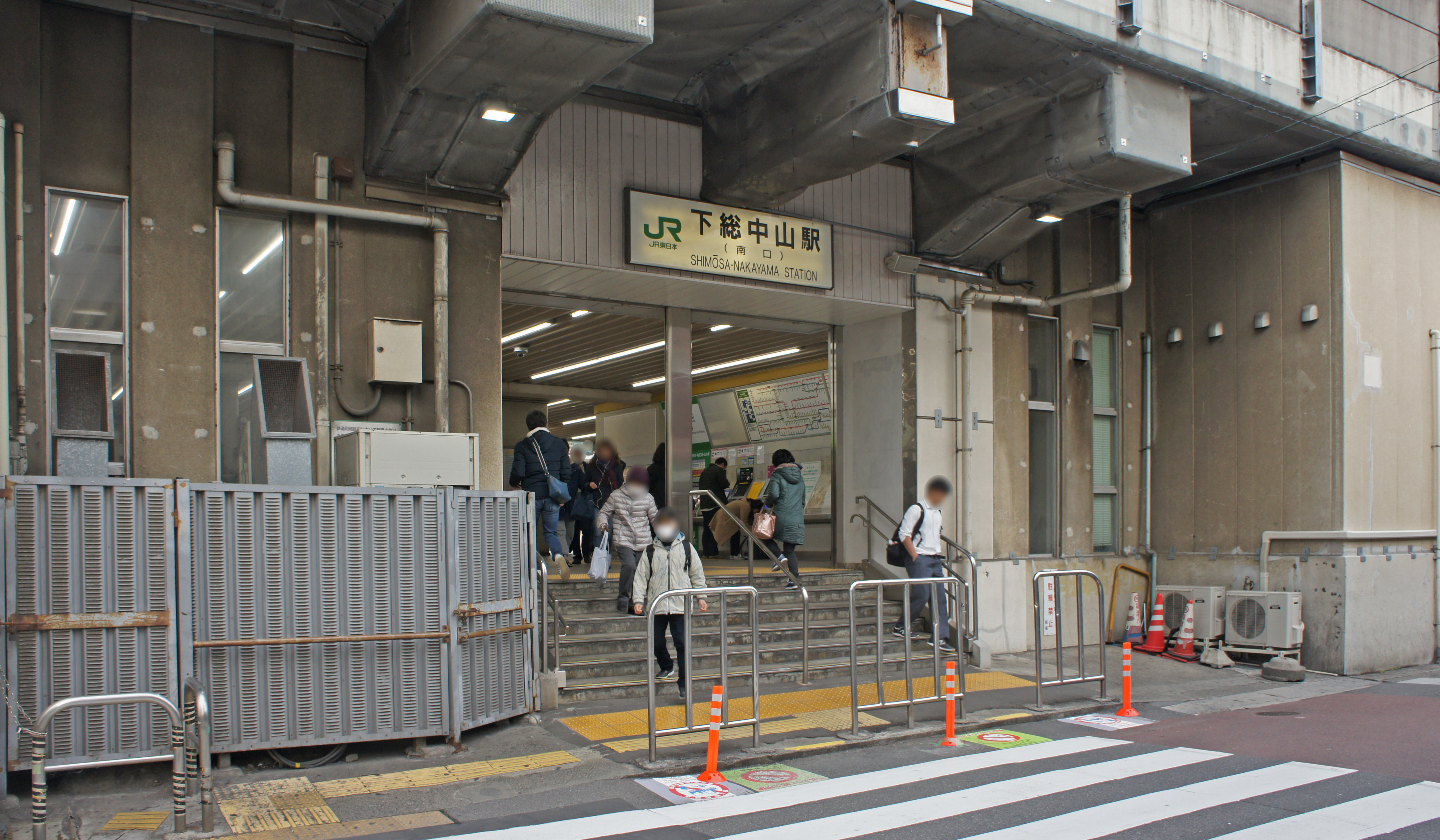
南口（2019年12月）

下総中山駅（しもうさなかやまえき）は、千葉県船橋市本中山二丁目にある、東日本旅客鉄道（JR東日本）総武本線の駅である。運行系統としては緩行線を走行する総武緩行線が停車する。駅番号はJB 29。

## 概要
当駅は関東の日蓮宗大本山として知られる中山法華経寺の門前町へつながる船橋市の駅である。当初は駅を八幡町に建設する予定であったが、法華経寺および有志の奔走の結果、現位置に変更された。
東日本旅客鉄道（JR東日本）の総武本線（緩行線）を走行する中央・総武緩行線（総武線各駅停車）が乗り入れ、近傍には京成中山駅、鬼越駅、東中山駅、原木中山駅が位置している。
駅北口から進み京成中山駅を越えると法華経寺まで続く参道に位置する門前町へつながる。参道では定期的に歩行者天国も実施しており、また正月や節分の際は大勢の参拝客でにぎわう。

## 歴史
- 1895年（明治28年）4月12日：総武鉄道の中山駅（なかやまえき）として開業[3][4]。旅客・貨物取扱開始。
- 1907年（明治40年）9月1日：鉄道国有法により買収され、国有鉄道の駅となる[3]。
- 1913年（大正2年）：東葛人車鉄道が中山駅前まで延伸開業。
- 1915年（大正4年）9月11日：下総中山駅に改称する[3][4]。
- 1918年（大正7年）10月3日：東葛人車鉄道廃止。
- 1925年（大正14年）9月15日：改築[1]。
- 1933年（昭和10年）8月23日：改築[1]。
- 1945年（昭和20年）6月10日：空襲による被害を受ける[3]。
- 1969年（昭和44年）4月21日：貨物扱い廃止。
- 1972年（昭和47年）7月15日：高架駅となる[4]。
- 1987年（昭和62年）4月1日：国鉄分割民営化に伴い、東日本旅客鉄道（JR東日本）の駅となる[3]。
- 1996年（平成8年）7月20日：駅構内に盲導鈴を設置[5]。
- 2001年（平成13年）11月18日：ICカード「Suica」の利用が可能となる[広報 1]。
- 2005年（平成17年）4月1日：下総中山駅長を廃止、西船橋駅長管理下となる。
- 2013年（平成25年）2月4日：みどりの窓口の営業を終了[6]。
- 2014年（平成26年）4月1日：業務委託化[6]。
- 2021年（令和3年）12月20日：スマートホームドアの使用を開始[広報 2]。千葉県内の総武線の駅で初。
- 2025年（令和7年）4月12日：開業130周年[7]。

## 駅構造
島式ホーム1面2線を有する高架駅。駅舎は高架下（地上階）にあり、北口と南口をつなぐ自由通路を挟んで、千葉方に改札口がある。
1972年の高架化および複々線化以前は中線があり、当駅折り返しの列車が設定されていた。
JR東日本ステーションサービスが駅業務を受託している船橋営業統括センター（西船橋駅）管理の業務委託駅。自動改札機、指定席券売機設置駅。2018年2月3日からは、始発から午前6時40分までの間は遠隔対応（インターホン対応は船橋駅が行う）のため改札係員は不在となり、一部の自動券売機のみ稼働している。
地上階とホームとの間（東京方階段）には上りと下りのエスカレーターが併設されているほか、千葉方階段脇には、エレベーターも設置されている。

### のりば
| 番線 | 路線               | 方向 | 行先                     |
| ---- | ------------------ | ---- | ------------------------ |
| 1    | 総武線（各駅停車） | 西行 | 錦糸町・秋葉原・新宿方面 |
| 2    | 総武線（各駅停車） | 東行 | 船橋・津田沼・千葉方面   |

（出典：JR東日本:駅構内図）

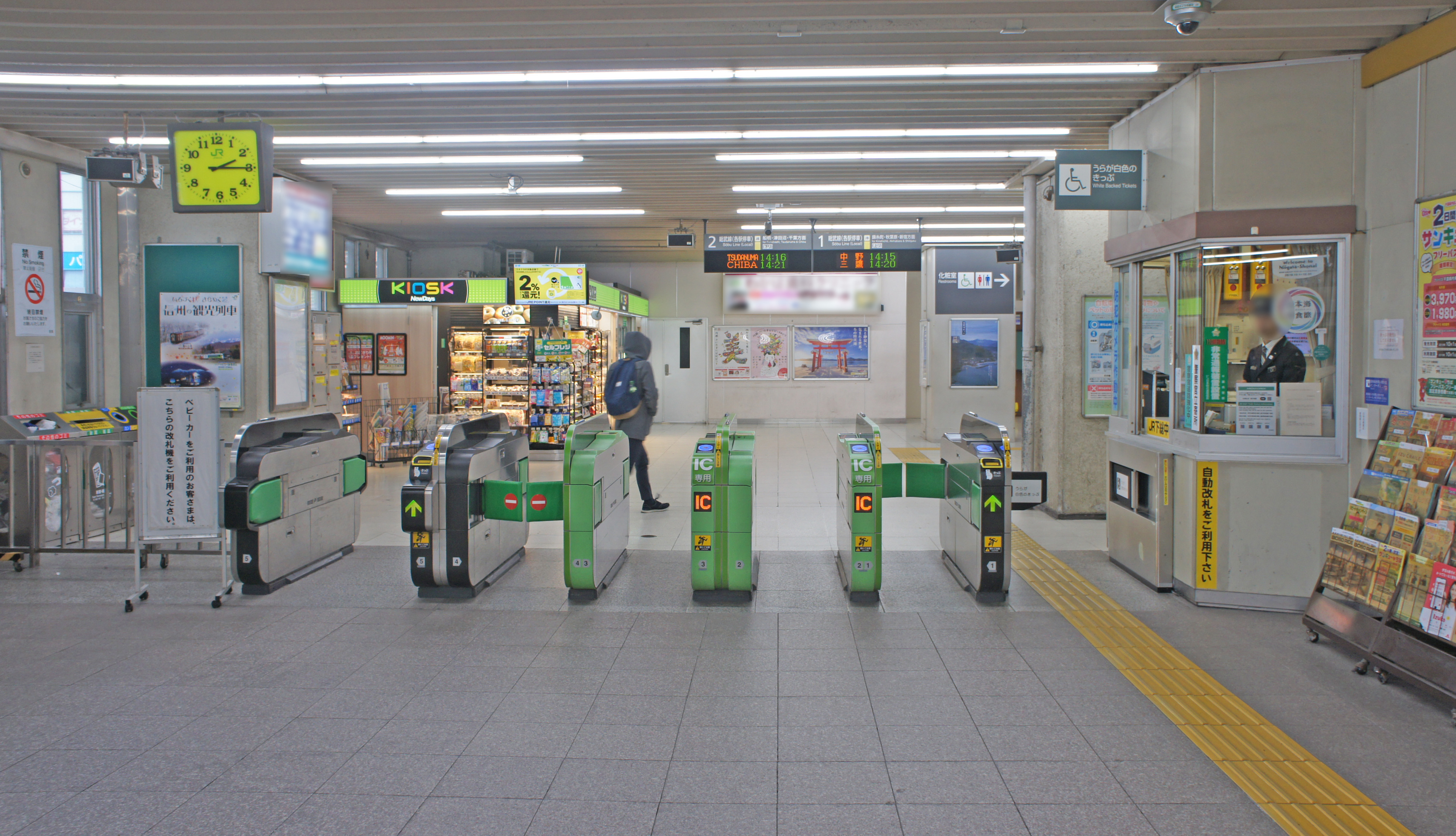
改札口（2019年12月）
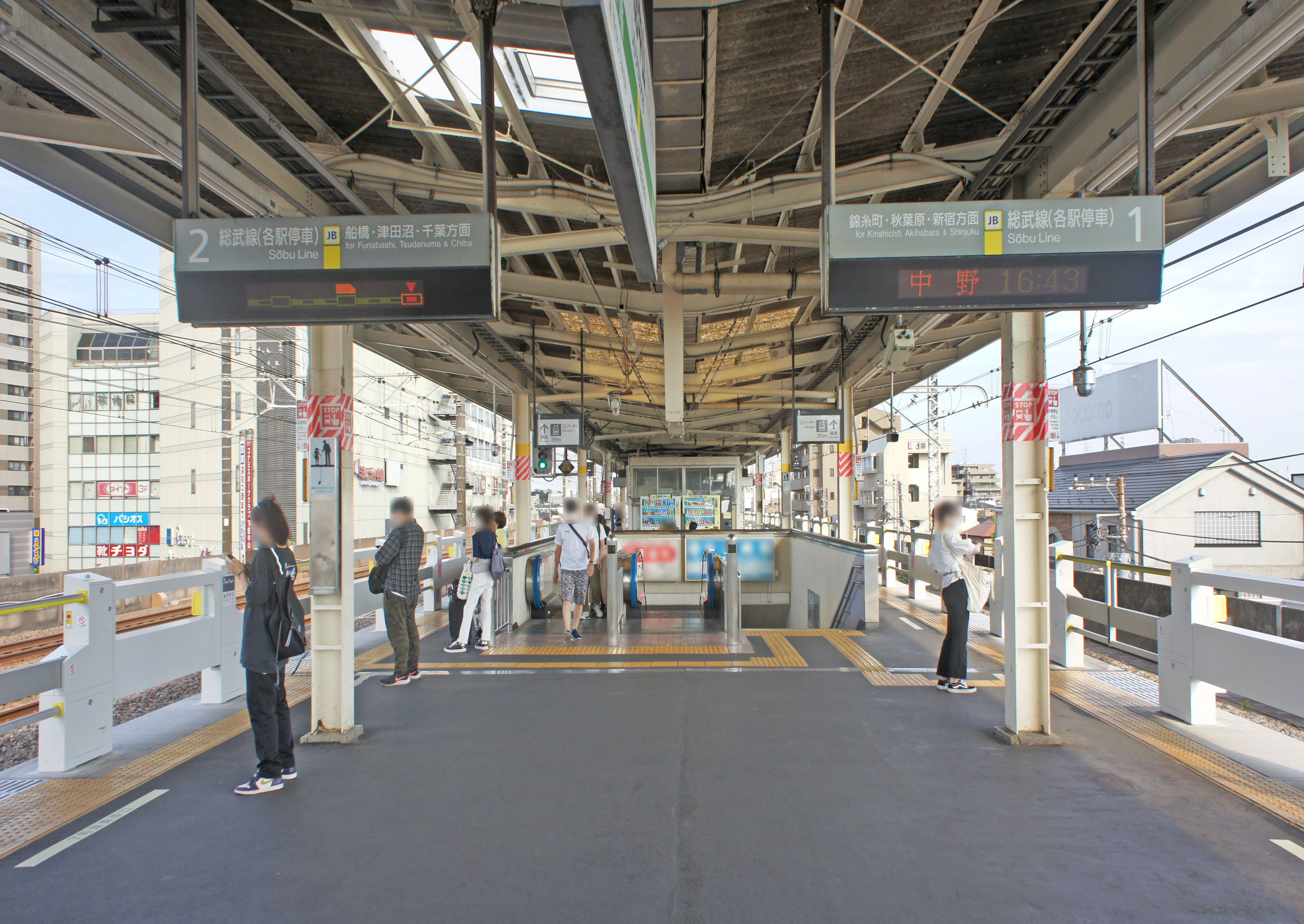
ホーム（2022年7月）

### 発車メロディ
| 1 | JB | JRE-IKST-003-01 |
| 2 | JB | JRE-IKST-003-02 |

## 利用状況
2023年（令和5年）度の1日平均乗車人員は21,724人である。駅舎は船橋市にあるが、ホームの端は市川市との境まで40 m程の場所にあり、市川市民の利用も多い。
JR東日本および千葉県統計年鑑によると、1日平均乗車人員の推移は以下の通り。

### 年度別1日平均乗車人員（1890年代 - 1930年代）
年度 全体の乗車人員を365（閏日が入る年度は366）で除して1日平均乗車人員を求めている。
| 年度               | 1日平均 乗車人員 | 出典              |
| ------------------ | ---------------- | ----------------- |
| 1897年（明治30年） | 300              | [ 千葉県統計 1 ]  |
| 1898年（明治31年） | 290              | [ 千葉県統計 2 ]  |
| 1900年（明治33年） | 312              | [ 千葉県統計 3 ]  |
| 1901年（明治34年） | 312              | [ 千葉県統計 4 ]  |
| 1905年（明治38年） | 272              | [ 千葉県統計 5 ]  |
| 1906年（明治39年） | 293              | [ 千葉県統計 6 ]  |
| 1907年（明治40年） | 220              | [ 千葉県統計 7 ]  |
| 1908年（明治41年） | 378              | [ 千葉県統計 8 ]  |
| 1909年（明治42年） | 372              | [ 千葉県統計 9 ]  |
| 1910年（明治43年） | 355              | [ 千葉県統計 10 ] |
| 1911年（明治44年） | 422              | [ 千葉県統計 11 ] |
| 1912年（大正元年） | 485              | [ 千葉県統計 12 ] |
| 1913年（大正02年） | 499              | [ 千葉県統計 13 ] |
| 1914年（大正03年） | 518              | [ 千葉県統計 14 ] |
| 1915年（大正04年） | 432              | [ 千葉県統計 15 ] |
| 1916年（大正05年） | 314              | [ 千葉県統計 16 ] |
| 1917年（大正06年） | 263              | [ 千葉県統計 17 ] |
| 1918年（大正07年） | 297              | [ 千葉県統計 18 ] |
| 1919年（大正08年） | 327              | [ 千葉県統計 19 ] |
| 1920年（大正09年） | 402              | [ 千葉県統計 20 ] |
| 1921年（大正10年） | 481              | [ 千葉県統計 21 ] |
| 1922年（大正11年） | 599              | [ 千葉県統計 22 ] |
| 1923年（大正12年） | 819              | [ 千葉県統計 23 ] |
| 1924年（大正13年） | 975              | [ 千葉県統計 24 ] |
| 1925年（大正14年） | 966              | [ 千葉県統計 25 ] |
| 1926年（昭和元年） | 1,003            | [ 千葉県統計 26 ] |
| 1927年（昭和02年） | 1,125            | [ 千葉県統計 27 ] |
| 1928年（昭和03年） | 1,266            | [ 千葉県統計 28 ] |
| 1929年（昭和04年） | 1,294            | [ 千葉県統計 29 ] |
| 1930年（昭和05年） | 1,215            | [ 千葉県統計 30 ] |
| 1931年（昭和06年） | 1,167            | [ 千葉県統計 31 ] |
| 1932年（昭和07年） | 1,218            | [ 千葉県統計 32 ] |
| 1933年（昭和08年） | 1,545            | [ 千葉県統計 33 ] |
| 1934年（昭和09年） | 1,907            | [ 千葉県統計 34 ] |
| 1935年（昭和10年） | 2,228            | [ 千葉県統計 35 ] |
| 1936年（昭和11年） | 2,490            | [ 千葉県統計 36 ] |

### 年度別1日平均乗車人員（1953年 - 2000年）
| 年度               | 1日平均 乗車人員 | 出典              |
| ------------------ | ---------------- | ----------------- |
| 1953年（昭和28年） | 13,372           | [ 千葉県統計 37 ] |
| 1954年（昭和29年） | 13,539           | [ 千葉県統計 38 ] |
| 1955年（昭和30年） | 13,616           | [ 千葉県統計 39 ] |
| 1956年（昭和31年） | 13,562           | [ 千葉県統計 40 ] |
| 1957年（昭和32年） | 14,467           | [ 千葉県統計 41 ] |
| 1958年（昭和33年） | 13,901           | [ 千葉県統計 42 ] |
| 1959年（昭和34年） | 12,874           | [ 千葉県統計 43 ] |
| 1960年（昭和35年） | 13,991           | [ 千葉県統計 44 ] |
| 1961年（昭和36年） | 14,427           | [ 千葉県統計 45 ] |
| 1962年（昭和37年） | 15,461           | [ 千葉県統計 46 ] |
| 1963年（昭和38年） | 16,521           | [ 千葉県統計 47 ] |
| 1964年（昭和39年） | 17,791           | [ 千葉県統計 48 ] |
| 1965年（昭和40年） | 18,567           | [ 千葉県統計 49 ] |
| 1966年（昭和41年） | 19,919           | [ 千葉県統計 50 ] |
| 1967年（昭和42年） | 20,871           | [ 千葉県統計 51 ] |
| 1968年（昭和43年） | 21,833           | [ 千葉県統計 52 ] |
| 1969年（昭和44年） | 19,697           | [ 千葉県統計 53 ] |
| 1970年（昭和45年） | 19,538           | [ 千葉県統計 54 ] |
| 1971年（昭和46年） | 19,166           | [ 千葉県統計 55 ] |
| 1972年（昭和47年） | 20,325           | [ 千葉県統計 56 ] |
| 1973年（昭和48年） | 21,212           | [ 千葉県統計 57 ] |
| 1974年（昭和49年） | 21,603           | [ 千葉県統計 58 ] |
| 1975年（昭和50年） | 21,222           | [ 千葉県統計 59 ] |
| 1976年（昭和51年） | 21,819           | [ 千葉県統計 60 ] |
| 1977年（昭和52年） | 21,502           | [ 千葉県統計 61 ] |
| 1978年（昭和53年） | 21,188           | [ 千葉県統計 62 ] |
| 1979年（昭和54年） | 19,991           | [ 千葉県統計 63 ] |
| 1980年（昭和55年） | 19,442           | [ 千葉県統計 64 ] |
| 1981年（昭和56年） | 18,972           | [ 千葉県統計 65 ] |
| 1982年（昭和57年） | 18,852           | [ 千葉県統計 66 ] |
| 1983年（昭和58年） | 17,949           | [ 千葉県統計 67 ] |
| 1984年（昭和59年） | 18,631           | [ 千葉県統計 68 ] |
| 1985年（昭和60年） | 18,288           | [ 千葉県統計 69 ] |
| 1986年（昭和61年） | 18,859           | [ 千葉県統計 70 ] |
| 1987年（昭和62年） | 19,132           | [ 千葉県統計 71 ] |
| 1988年（昭和63年） | 20,150           | [ 千葉県統計 72 ] |
| 1989年（平成元年） | 20,410           | [ 千葉県統計 73 ] |
| 1990年（平成02年） | 20,893           | [ 千葉県統計 74 ] |
| 1991年（平成03年） | 21,427           | [ 千葉県統計 75 ] |
| 1992年（平成04年） | 22,090           | [ 千葉県統計 76 ] |
| 1993年（平成05年） | 22,229           | [ 千葉県統計 77 ] |
| 1994年（平成06年） | 21,768           | [ 千葉県統計 78 ] |
| 1995年（平成07年） | 21,507           | [ 千葉県統計 79 ] |
| 1996年（平成08年） | 21,985           | [ 千葉県統計 80 ] |
| 1997年（平成09年） | 21,851           | [ 千葉県統計 81 ] |
| 1998年（平成10年） | 21,796           | [ 千葉県統計 82 ] |
| 1999年（平成11年） | 22,144           | [ 千葉県統計 83 ] |
| 2000年（平成12年） | 21,720           | [ 千葉県統計 84 ] |

### 年度別1日平均乗車人員（2001年以降）
| 年度               | 1日平均 乗車人員 | 出典               |
| ------------------ | ---------------- | ------------------ |
| 2001年（平成13年） | 22,144           | [ 千葉県統計 85 ]  |
| 2002年（平成14年） | 22,484           | [ 千葉県統計 86 ]  |
| 2003年（平成15年） | 22,943           | [ 千葉県統計 87 ]  |
| 2004年（平成16年） | 22,965           | [ 千葉県統計 88 ]  |
| 2005年（平成17年） | 22,835           | [ 千葉県統計 89 ]  |
| 2006年（平成18年） | 23,050           | [ 千葉県統計 90 ]  |
| 2007年（平成19年） | 23,266           | [ 千葉県統計 91 ]  |
| 2008年（平成20年） | 23,473           | [ 千葉県統計 92 ]  |
| 2009年（平成21年） | 23,611           | [ 千葉県統計 93 ]  |
| 2010年（平成22年） | 23,325           | [ 千葉県統計 94 ]  |
| 2011年（平成23年） | 22,885           | [ 千葉県統計 95 ]  |
| 2012年（平成24年） | 22,710           | [ 千葉県統計 96 ]  |
| 2013年（平成25年） | 22,854           | [ 千葉県統計 97 ]  |
| 2014年（平成26年） | 22,389           | [ 千葉県統計 98 ]  |
| 2015年（平成27年） | 22,902           | [ 千葉県統計 99 ]  |
| 2016年（平成28年） | 23,398           | [ 千葉県統計 100 ] |
| 2017年（平成29年） | 23,778           | [ 千葉県統計 101 ] |
| 2018年（平成30年） | 24,116           | [ 千葉県統計 102 ] |
| 2019年（令和元年） | 24,181           | [ 千葉県統計 103 ] |
| 2020年（令和02年） | 18,898           |                    |
| 2021年（令和03年） | 19,659           |                    |
| 2022年（令和04年） | 20,847           |                    |
| 2023年（令和05年） | 21,724           |                    |

備考
1. ↑  1897年・1898年・1900年・1901年・1905年・1906年については1月 - 12月の暦年

## 駅周辺

### 駅舎内の施設（駅ナカ）
- 改札外
  - NewDays・いろり庵きらく・VIEW ALTTE（ATM）
  - 指定席券売機
- 高架下
  - 西友 下総中山店・文教堂・ガスト

### 北口

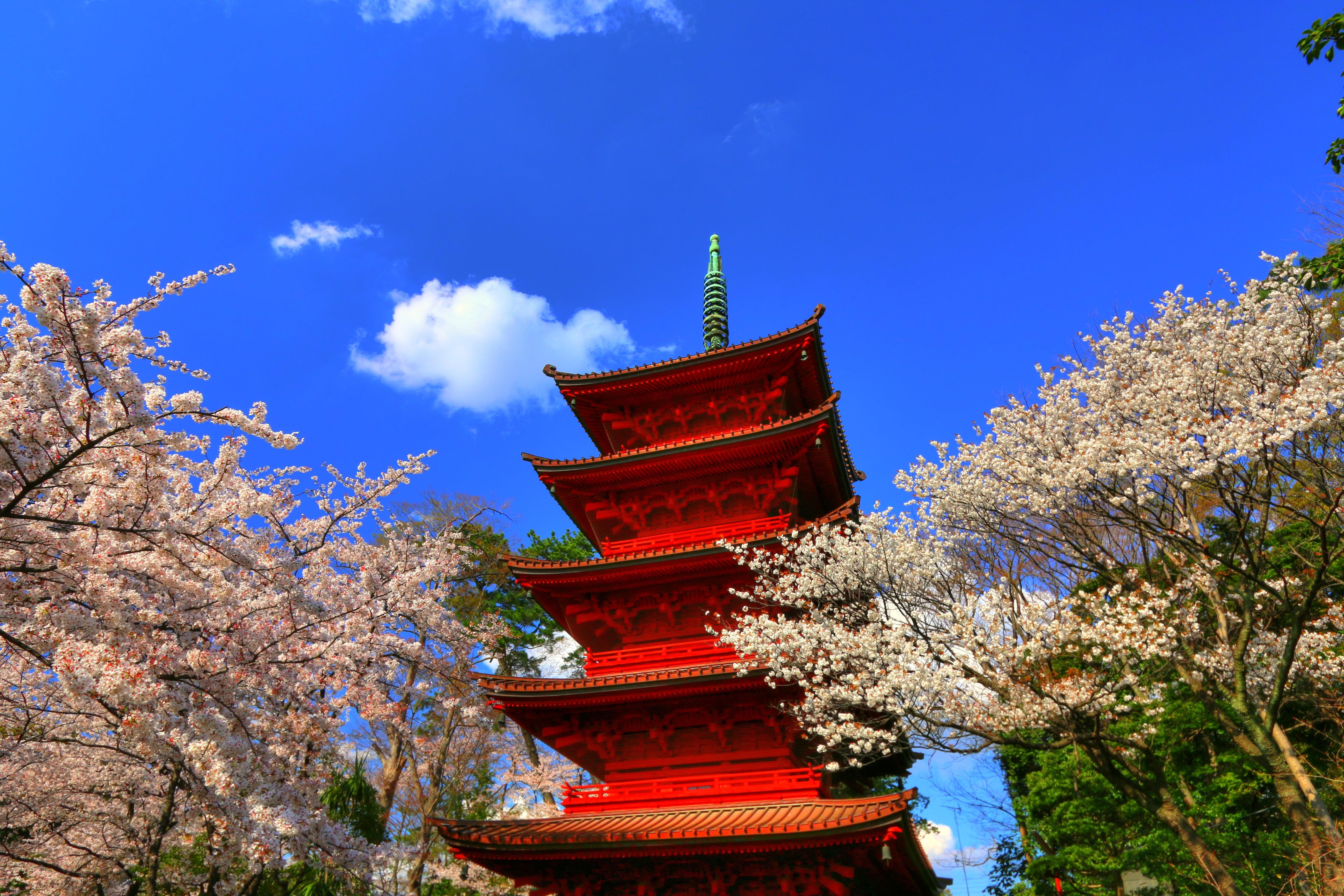
中山法華経寺（国の重要文化財の五重塔）

- 国道14号
- 千葉県道203号下総中山停車場線
- 京成中山駅
- 市川市役所中山窓口連絡所
- 船橋警察署中山駅前交番
- 中山駅前郵便局
- 船橋市西部公民館
- ミレニティ中山（ショッピングセンター）
  - マルエツ下総中山店
  - パシオス 下総中山店
  - ダイソー ミレニティ中山店
  - コナミスポーツクラブ
  - アイセイ薬局
- プラザなかやま（ショッピングセンター）
  - マクドナルド
  - ドトールコーヒーショップ
  - てんや
  - マツモトキヨシ
  - カラオケ まねきねこ
- 千葉銀行中山支店
- 千葉興業銀行中山支店
- 中山法華経寺

### 南口
- 京葉道路
- 船橋市役所本中山連絡所
- 船橋本中山郵便局
- 市川市立第六中学校
- 船橋市立小栗原小学校
- 市川市立鬼高小学校
- ニッケコルトンプラザ
  - ダイエーいちかわコルトンプラザ店
- ショップス市川

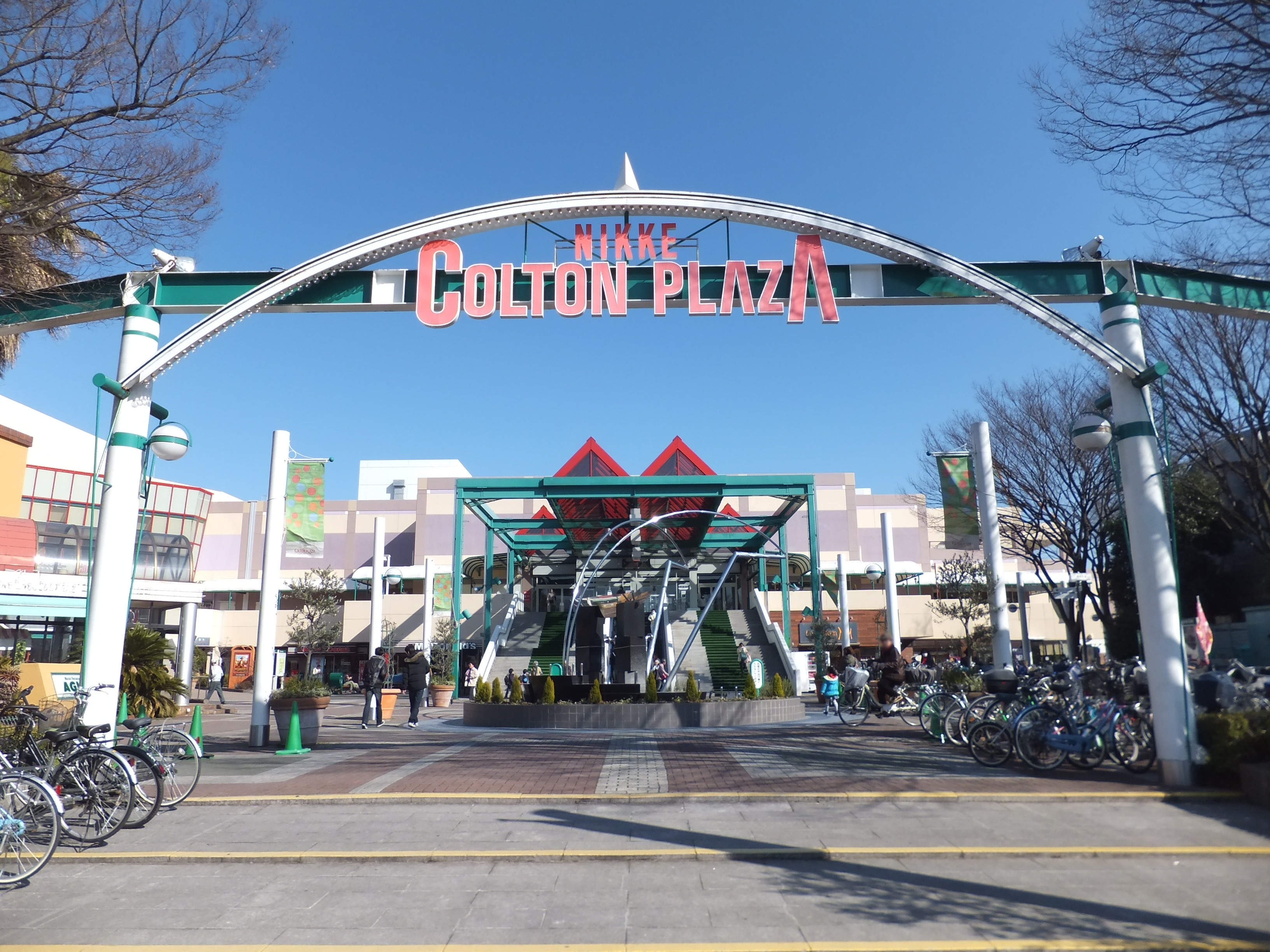
ニッケコルトンプラザ

  - BOOKOFF SUPER BAZAAR
  - マクドナルド
  - ケンタッキーフライドチキン
  - サイゼリヤ
  - 牛角
  - 北海道そばさくら
  - リンガーハット
  - シュープラザ
  - スポーツデポ
  - かねたや
  - 100円ショップ Watts
  - ホームセンターユニディ
- 京葉銀行 中山支店
- ドコモショップ 市川インター店

### バス路線
「下総中山駅」停留所にて、京成バス千葉セントラルが運行する路線バスが発着する。
- 中山01：西船橋駅[注 2] / 保健医療福祉センター[注 3] / 市営霊園

## 隣の駅
東日本旅客鉄道（JR東日本）
 総武線（各駅停車）
本八幡駅 (JB 28) - 下総中山駅 (JB 29) - 西船橋駅 (JB 30)